# 双河口镇 (汉阴县)
双河口镇，是中华人民共和国陕西省安康市汉阴县下辖的一个乡镇级行政单位。
2015年，陕西省民政厅批复同意撤销龙垭镇，并入双河口镇。

## 行政区划
双河口镇下辖以下地区：
龙垭村、三柳村、石家沟村、古水村、黄土岗村、斗沟村、黄龙村、凤柳村、兴春村、梨树河村、幸和村、火棺子树村和斑竹园村。